# Coloma (prenom)
Coloma és un prenom femení català. Ve del llatí columba que significa colom amb forma femenina.

## Difusió
Aquest prenom és tradicional en català i en altres llengües europees. En català també ha donat lloc al cognom Coloma.
Diminutiu: Colometa, Meta

### Variants
Hi ha diverses variants en altres llengües:
- Anglès: Columba
- Espanyol: Columba (no Paloma, que prové de la Mare de Déu de la Paloma)[3]
- Francès: Colombe
- Gallec: Comba
- Italià: Colomba
- Occità: Colomba, Coloma; Colombina, Colometa (diminutius)[4]

## Festa onomàstica
- Coloma de Sens (Espanya?, 257 - Sens, 273), santa gal·la del segle iv, 31 de desembre[1]
- Coloma de Còrdova, màrtir a Còrdova el 853, 17 de setembre[5]
- Santa Comba de Galícia, santa llegendària basada en la història de Coloma de Sens

## Biografies
- Biografies:
  - Coloma Antònia Martí i Valls (Badalona, 1860 - 1899), religiosa, fundadora de la congregació ...
  - Coloma Julià Adrover(Llucmajor, 1949), activista lingüística mallorquina.
- Cognom Coloma:
  - Andrés Coloma, torero en actiu entre les dècades de 1920-40.
  - Joan Coloma i de Cardona (? - Elda, 1586), noble valencià, virrei de Sardenya, 3r Senyor d'Elda i comte d'Elda.
  - Joan de Coloma (Borja, Regne d'Aragó, 1442 - ? 1515), secretari de Joan II d'Aragó.
  - José Cano Coloma, polític valencià i alcalde de València.
  - Rafael Coloma (Catalunya, segle xvi), compositor i mestre de capella.

## Topònims
- Santa Coloma (Sarroca de Bellera), nucli de població del municipi de Sarroca de Bellera, al Pallars Jussà
- Santa Coloma (la Rioja), municipi de la Rioja
- Santa Coloma d'Andorra, nucli de població d'Andorra, al comú d'Andorra la Vella
- Santa Coloma de Cervelló, municipi del Baix Llobregat
- Santa Coloma de Farners, municipi de la Selva
- Santa Coloma de Gramenet, municipi del Barcelonès
- Santa Coloma de Queralt, municipi de la Conca de Barberà
- Santa Coloma de Tuïr o Santa Coloma de la Comanda, municipi del Rosselló